# Lago Sagami
Il lago Sagami (相模湖?, Sagami-ko) è un lago artificiale ubicato nel quartiere di Midori-ku a Sagamihara, nella prefettura di Kanagawa, nella regione giapponese di Kantō. Creato nel 1947 dopo l'innalzamento della diga sul fiume Sagami, è utilizzato a fini ricreativi e idroelettrici. Il lago servì anche come impianto per le gare di canottaggio alle Olimpiadi estive del 1964 tenutesi a Tokyo, localizzate a 60 km dal lago.

## Uso dell'acqua e del terreni che circonda il lago
Gli apporti tipici del lago (in m3/s) sono 85 per l'uso idroelettrico, 10,34 per l'uso domestico, 4,16 per l'irrigazione e 2,15 per l'uso industriale. L'utilizzazione del terreno è per l'87,5% naturale, per il 4,6% agricolo per il 7,9% di altro tipo. L'eutrofizzazione è stata un problema molto serio per il, lago, osservato per la prima volta nel 1967. Il problema principale era la fioritura delle alghe Microcystis e raggiunse il suo più alto conteggio cellulare di 2.500.000 celle/mL nel luglio-ottobre 1979 (dati del 1985). La maggior parte della vegetazione cresciuta intorno al lago sono prati e piante infestanti, mentre la maggior parte delle colture sono riso e verdure. L'applicazione di fertilizzanti per le colture vicino al lago è moderata.

## Usi ricreativi
A causa della creazione del lago nel 1947, furono spostate le carriere di molti pescatori locali nell'area. In cambio della perdita dei loro mezzi di sostentamento, a molte famiglie furono offerte barche a noleggio nel nuovo lago. Di conseguenza nessuna barca privata è ammessa sul lago. Per compensare la perdita dell'osmeride, nel lago fu importato dagli Stati Uniti il persico trota, grazie al quale è oggi una popolare area per la pesca sportiva. Il lago è usato anche per gli appuntamenti romantici delle coppie, per le gite delle famiglie e le escursioni in barca. Le tariffe normali per il noleggio giornaliero di una barca a remi sono 3.000 yen (23 euro) per una persona, 4.500 yen (35,50 euro) per due persone e 6.000 yen (46 euro) per tre persone.

## Trattamento delle acque
Nel 1984, vi erano 170 impianti industriali e quattro impianti municipali per il trattamento delle acque reflue intorno al lago.